# Stephen Mirrione
Stephen Mirrione (Contea di Santa Clara, 17 febbraio 1969) è un montatore statunitense.

## Biografia
Nato nella Contea di Santa Clara, in California, Mirrione ha frequentato dapprima la Bellarmine College Preparatory e poi l'Università della California - Santa Cruz, grazie al quale ha ottenuto la laurea nel 1991. In seguito si trasferisce a Los Angeles, dove inizia a lavorare con il regista Doug Liman, per il quale collabora come montatore nei film Student Body, Swingers e Go - Una notte da dimenticare. Ha avuto una notevole collaborazione anche con il regista Steven Soderbergh, con cui lavora nel film Traffic, grazie al quale riesce ad ottenere l'Oscar per il miglior montaggio nel 2001 alla sua prima nomination.
Successivamente, monta gli altri lavori di Soderbergh, tra cui i film Ocean's Eleven, Ocean's Twelve e Ocean's Thirteen e i film The Informant! e Contagion.
Inoltre collabora frequentemente anche con George Clooney e Alejandro González Iñárritu, per i quali ha montato 21 grammi, Good Night, and Good Luck, Babel, Le idi di marzo,  Birdman, Revenant - Redivivo, Suburbicon e molti altri ancora. Per Babel e Revenant ha ricevuto rispettivamente la sua seconda e terza nomination agli Oscar, senza però riuscire a vincere.

## Filmografia
- Student Body (Getting In), regia di Doug Liman (1994)
- Swingers, regia di Doug Liman (1996)
- Clockwatchers - Impiegate a tempo determinato (Clockwatchers), regia di Jill Sprecher (1997)
- Go - Una notte da dimenticare (Go), regia di Doug Liman (1999)
- Traffic, regia di Steven Soderbergh (2000)
- Tredici variazioni sul tema (Thirteen Conversations About One Thing), regia di Jill Sprecher (2000)
- Ocean's Eleven - Fate il vostro gioco, regia di Steven Soderbergh (2001)
- Confessioni di una mente pericolosa (Confessions of a Dangerous Mind), regia di George Clooney (2002)
- 21 grammi (21 Grams), regia di Alejandro González Iñárritu (2003)
- Ocean's Twelve, regia di Steven Soderbergh (2004)
- Criminal, regia di Gregory Jacobs (2004)
- Good Night, and Good Luck., regia di George Clooney (2005)
- Babel, regia di Alejandro González Iñárritu (2006)
- Ocean's Thirteen, regia di Steven Soderbergh (2007)
- In amore niente regole (Leatherheads), regia di George Clooney (2008)
- The Informant!, regia di Steven Soderbergh (2009)
- Biutiful, regia di Alejandro González Iñárritu (2010)
- Le idi di marzo (The Ides of March), regia di George Clooney (2011)
- Contagion, regia di Steven Soderbergh (2011)
- Hunger Games, regia di Gary Ross (2012)
- I segreti di Osage County (August: Osage County), regia di John Wells (2013)
- Monuments Men (The Monuments Men), regia di George Clooney (2014)
- Birdman, regia di Alejandro González Iñárritu (2014)
- Revenant - Redivivo (The Revenant), regia di Alejandro González Iñárritu (2015)
- Suburbicon, regia di George Clooney (2017)
- The Midnight Sky, regia di George Clooney (2020)
- Spiderhead, regia di Joseph Kosinski (2022)
- F1 - Il film (F1: The Movie), regia di Joseph Kosinski (2025)

## Premi e riconoscimenti
Premio Oscar 
- 2001 - Miglior montaggio per Traffic
- 2007 - Candidatura al miglior montaggio per Babel
- 2016 - Candidatura al miglior montaggio per Revenant - Redivivo

 Premio BAFTA 
- 2001 - Candidatura al miglior montaggio per Traffic
- 2004 - Candidatura al miglior montaggio per 21 grammi
- 2006 - Candidatura al miglior montaggio per Good Night, and Good Luck.
- 2007 - Candidatura al miglior montaggio per Babel
- 2015 - Candidatura al miglior montaggio per Birdman
- 2016 - Candidatura al miglior montaggio per Revenant - Redivivo

 Eddie Awards 
- 2001 - Candidatura al miglior montaggio in un film drammatico per Traffic
- 2006 - Candidatura al miglior montaggio in un film drammatico per Good Night, and Good Luck.
- 2007 - Miglior montaggio in un film drammatico per Babel
- 2014 - Candidatura al miglior montaggio in un film commedia o musicale per I segreti di Osage County
- 2015 - Candidatura al miglior montaggio in un film commedia o musicale per Birdman
- 2016 - Candidatura al miglior montaggio in un film drammatico per Revenant - Redivivo

 Premio Goya 
- 2011 - Candidatura al miglior montaggio per Biutiful